# Plectorhinchus gibbosus
Plectorhinchus gibbosus es una especie de peces de la familia Haemulidae en el orden de los Perciformes.

## Morfología
• Los machos pueden llegar alcanzar los 75 cm de longitud total.

## Distribución geográfica
Se encuentra desde el Mar Rojo hasta KwaZulu-Natal (Sudáfrica), Madagascar, las Comoras, Reunión, Golfo de Adén, Golfo Pérsico, Samoa, las Islas Ryukyu, Australia, las Islas Carolinas e Islas Marianas.